# Diospyros nigra
Diospyros nigra là một loài thực vật có hoa trong họ Thị. Loài này được (J.F.Gmel.) Perrier mô tả khoa học đầu tiên năm 1825.